# Sargus tenuis
Sargus tenuis är en tvåvingeart som först beskrevs av Lindner 1938.  Sargus tenuis ingår i släktet Sargus och familjen vapenflugor. Inga underarter finns listade i Catalogue of Life.